# Compreignac
Cet article possède un paronyme, voir Comprégnac.
Compreignac est une commune française située dans le département de la Haute-Vienne, en région Nouvelle-Aquitaine.
Ses habitants sont appelés les Compreignacois.
En minéralogie, une pierre se nomme la compreignacite en hommage à son lieu de découverte dans une mine à Margnac, un village de la commune de Compreignac.

## Géographie

### Localisation
La commune de Compreignac se situe à 20 km au nord de Limoges, soit une dizaine de minutes de trajet par l’autoroute A20.

### Communes limitrophes
Les communes limitrophes sont Thouron, Bonnac-la-Côte, Razès, Saint-Jouvent, Saint-Sylvestre et Saint-Pardoux-le-Lac.
|               | Saint-Pardoux-le-Lac | Razès           |
| Thouron       | Compreignac          | Saint-Sylvestre |
| Saint-Jouvent | Bonnac-la-Côte       |                 |

### Hameaux et lieux-dits
La commune de Compreignac compte une quarantaine de hameaux en plus du bourg :
Angelard, Bachellerie, Beaumont, Bellevue, Le Boucheron, Le Breuil, Le Buisson, Chabannes, Chatenet-Maussan, Les Chevailles, La Courède, Couteillas, La Croix, L'Échalier
, La Faye, Gattebourg, La Gente (Autrefois La Jante), Le Lac, Lavaud-Couteillas, Lavaud-Fleuret, Le Malagnac, Margnac, Le Mas, Le Mas-la-Roche, Massauvas, Maudan, La Monge, Montaigut, Montchaud, Montimbert, Népoulas, Népoux, Penny, Pontabrier, Prassigout, Puy-Lariotte, Puy-Martin, Puy-Mélier, Puy-Menier, Saint-Roch, La Roche, La Rode
, Le Sauvage, La Vauzelle, Vénachat, Vieilleville, Villebert.

### Géologie et relief
La commune culmine au Signal de Beausoleil à 589 mètres, dans les monts d'Ambazac.

### Hydrographie
La commune présente dans son extrémité nord le lac de Saint-Pardoux et dans son extrémité ouest l'étang de Tricherie.
La commune est traversée par deux cours d'eau principaux : le Vincou et la Couze.

### Voies de communication et transports
La ligne 5 de bus de la MOOHV passe par le bourg de Compreignac et relie Limoges a Châteauponsac.
L'autoroute A20 passe sur la commune et la sortie 26 permet de rejoindre le bourg.

### Climat
Pour des articles plus généraux, voir Climat de la Nouvelle-Aquitaine et Climat de la Haute-Vienne.
Historiquement, la commune est exposée à un climat océanique limousin.  
En 2020, Météo-France publie une typologie des climats de la France métropolitaine dans laquelle la commune est exposée à un climat océanique altéré et est dans la région climatique Ouest et nord-ouest du Massif Central, caractérisée par une pluviométrie annuelle de 900 à 1 500 mm, maximale en automne et en hiver.
Pour la période 1971-2000, la température annuelle moyenne est de 10,8 °C, avec une amplitude thermique annuelle de 14,7 °C. Le cumul annuel moyen de précipitations est de 968 mm, avec 13,1 jours de précipitations en janvier et 7,6 jours en juillet. Pour la période 1991-2020, la température moyenne annuelle observée sur la station météorologique la plus proche, située sur la commune de Nantiat à 8 km à vol d'oiseau, est de 12,0 °C et le cumul annuel moyen de précipitations est de 1 099,6 mm,. Pour l'avenir, les paramètres climatiques de la commune estimés pour 2050 selon différents scénarios d’émission de gaz à effet de serre sont consultables sur un site dédié publié par Météo-France en novembre 2022.

## Urbanisme

### Typologie
Au 1er janvier 2024, Compreignac est catégorisée commune rurale à habitat dispersé, selon la nouvelle grille communale de densité à sept niveaux définie par l'Insee en 2022.
Elle est située hors unité urbaine. Par ailleurs la commune fait partie de l'aire d'attraction de Limoges, dont elle est une commune de la couronne,. Cette aire, qui regroupe 127 communes, est catégorisée dans les aires de 200 000 à moins de 700 000 habitants,.

### Occupation des sols
L'occupation des sols de la commune, telle qu'elle ressort de la base de données européenne d’occupation biophysique des sols Corine Land Cover (CLC), est marquée par l'importance des forêts et milieux semi-naturels (67,6 % en 2018), en augmentation par rapport à 1990 (65,3 %). La répartition détaillée en 2018 est la suivante : 
forêts (64,8 %), prairies (18,3 %), zones agricoles hétérogènes (10,2 %), milieux à végétation arbustive et/ou herbacée (2,8 %), eaux continentales (2,2 %), zones urbanisées (1,7 %). L'évolution de l’occupation des sols de la commune et de ses infrastructures peut être observée sur les différentes représentations cartographiques du territoire : la carte de Cassini (XVIIIe siècle), la carte d'état-major (1820-1866) et les cartes ou photos aériennes de l'IGN pour la période actuelle (1950 à aujourd'hui).

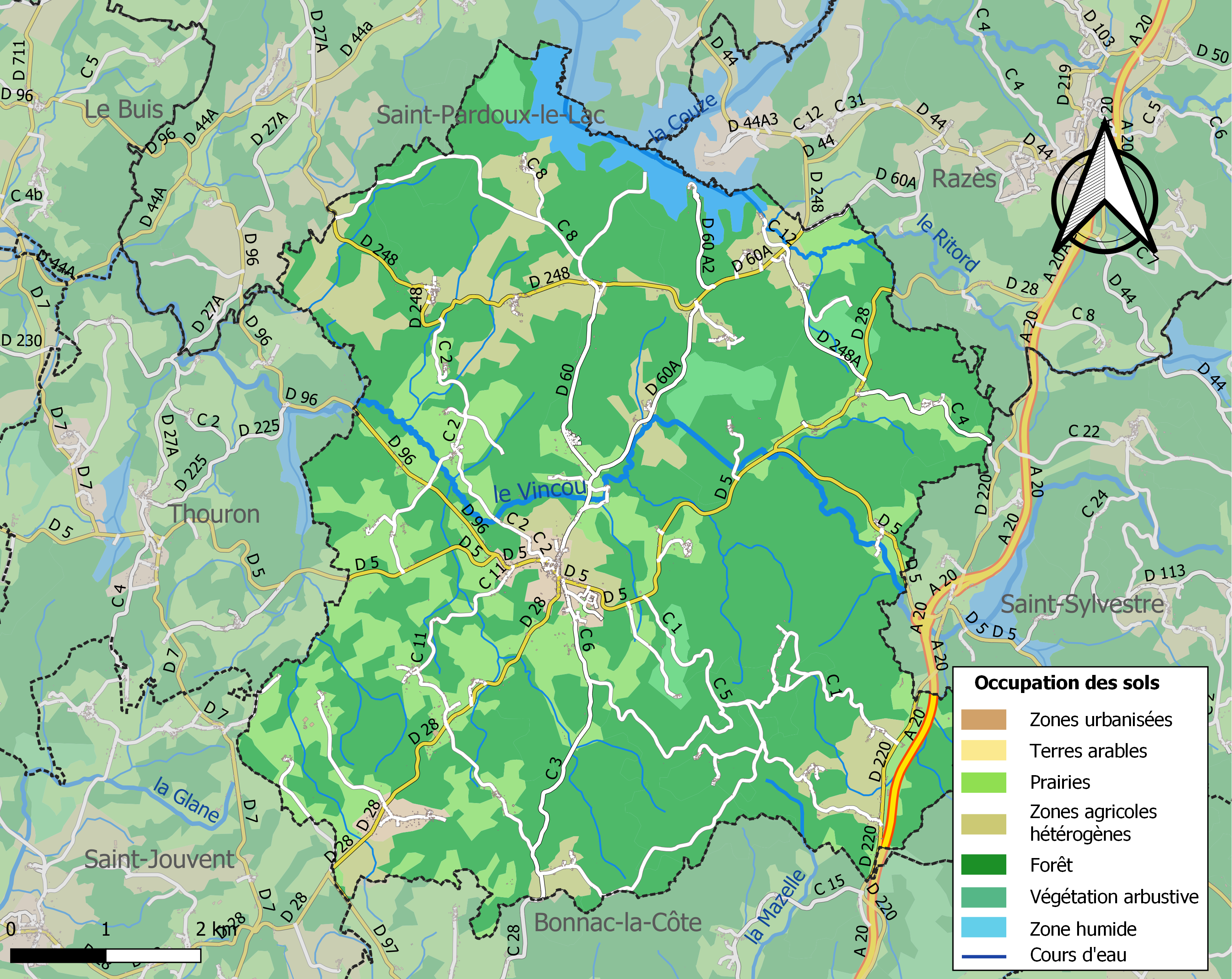
Carte des infrastructures et de l'occupation des sols de la commune en 2018 (CLC).

### Villages
La commune est composée d'un bourg mais également d'un grand nombre de villages épars.

### Logements
En 2006, le nombre total de logements dans la commune était de 916, alors qu'il était de 843 en 1999.
Parmi ces logements, 75,2 % étaient des résidences principales, 14,5 % des résidences secondaires et 10,3 % des logements vacants. Ces logements étaient pour 97 % d'entre eux des maisons individuelles et pour 2,7 % des appartements.
La proportion des résidences principales, propriétés de leurs occupants était de 82,6 %, en légère hausse par rapport à 1999 (78,2 %). La part de logements HLM loués vides était de 1,4 % contre 0,7 %, leur nombre étant constant 10 contre 4.

### Risques majeurs
Le territoire de la commune de Compreignac est vulnérable à différents aléas naturels : météorologiques (tempête, orage, neige, grand froid, canicule ou sécheresse) et séisme (sismicité faible). Il est également exposé à un risque particulier : le risque de radon. Un site publié par le BRGM permet d'évaluer simplement et rapidement les risques d'un bien localisé soit par son adresse soit par le numéro de sa parcelle.

#### Risques naturels

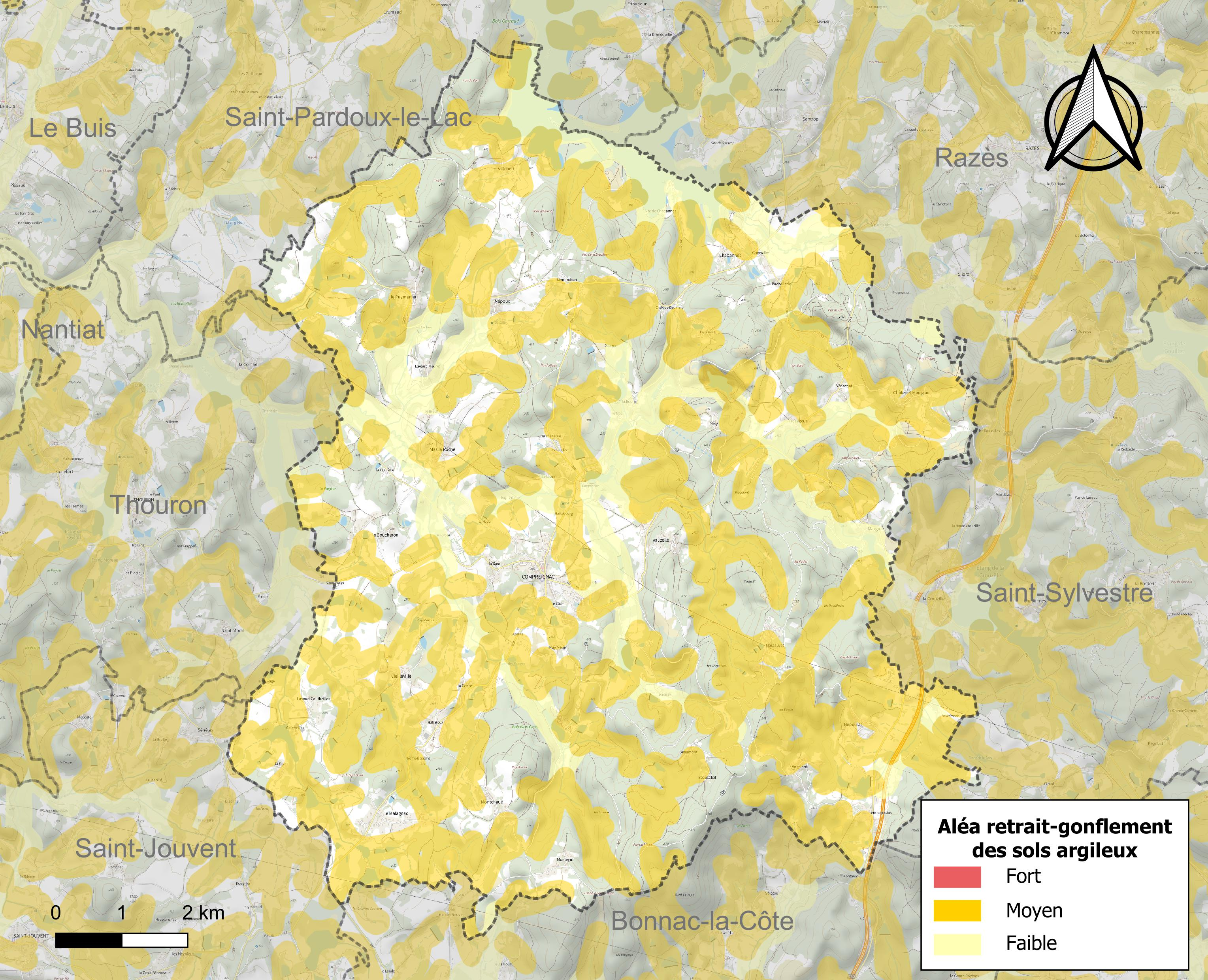
Carte des zones d'aléa retrait-gonflement des sols argileux de Compreignac.

Le retrait-gonflement des sols argileux est susceptible d'engendrer des dommages importants aux bâtiments en cas d’alternance de périodes de sécheresse et de pluie. 51 % de la superficie communale est en aléa moyen ou fort (27 % au niveau départemental et 48,5 % au niveau national métropolitain). Depuis le 1er octobre 2020, en application de la loi ÉLAN, différentes contraintes s'imposent aux vendeurs, maîtres d'ouvrages ou constructeurs de biens situés dans une zone classée en aléa moyen ou fort,.
La commune a été reconnue en état de catastrophe naturelle au titre des dommages causés par les inondations et coulées de boue survenues en 1982 et 1999 et par des mouvements de terrain en 1999.

#### Risque particulier
Dans plusieurs parties du territoire national, le radon, accumulé dans certains logements ou autres locaux, peut constituer une source significative d’exposition de la population aux rayonnements ionisants. Selon la classification de 2018, la commune de Compreignac est classée en zone 3, à savoir zone à potentiel radon significatif.

## Toponymie
Le nom de la localité est attesté sous la forme Compreniaco au Moyen Âge.
Il remonte à un type toponymique gaulois.
Le premier élément Compren- représente le nom de personne gaulois Comprinnus, (c'est-à-dire Comprinnos) qui signifie littéralement « consors, conjoint, époux » mot attesté dans le plomb de Lezoux. Ce mot est un composé du gaulois com « avec » et de prenno- « bois, tablette de bois avec laquelle on jette des sorts », d'où « personne avec laquelle on partage le même sort », c'est un mot construit comme latin consors (sors, sortis « sort < petite tablette de bois »).
Le second élément -iac représente le suffixe fréquent de présence et de localisation d'origine gauloise -(i)acum.
Le sens global est donc celui de « propriété, domaine de Comprinnos ».
Son nom est en marchois, dialecte du Croissant, Comprenhac en graphie classique et Coumprégnio en graphie mistralienne ou encore en phonétique de l'orthographe française.

## Histoire

### Antiquité
- Les Gaulois et les Romains y ont laissé des traces de leur séjour.

### Moyen Âge
- Entre 1370 et 1371 Compreignac fut pris et presque détruit par l'armée anglaise. Un petit chemin rapide, qui monte à l'endroit où était la porte nord de la ville, conserve encore le nom de chemin des anglais, comme étant celui par lequel ils entrèrent dans la place. Le château des Cars fut pris et presque ruiné il ne fut jamais reconstruit[24].
- Il y avait au chef-lieu de Compreignac deux fiefs différents, qui, plus tard, ont été réunis ; ce sont les Cars et le Mazet, placés l'un à l'est, l'autre à l'ouest du bourg[24].

### Temps modernes
- Le 15 juillet 1597, Martial Benoit acheta les fiefs nobles du Mazet et de Puymenier et devint le seigneur de Compreignac.
- En 1605, Henry IV se rendit à Compreignac et logea dans la maison curiale.
- En 1608, Martial Benoit construisit le nouveau château de Compreignac et entoura la ville de murailles.
- En 1614, François de Saint-George, chevalier, seigneur de Fraisse, vendit tous les droits qu'il avait sur le fief des Cars à Martial Benoît, qui les réunit à ceux du fief du Mazet[24].
- En 1741, l'arpentement général de la paroisse fut réalisé[24].
- Jusqu'en 1777, la route de Paris passait par Compreignac[24].
- C'était jadis une paroisse importante, ville d'étape et de garnison avant la Révolution. La route de Paris traversait le bourg jusqu’au début du XVIIIe siècle.
- Ancienne ville ceinte de remparts édifiée sur une éminence, il n'en demeure – outre les vestiges des tours du château et la grange seigneuriale de 1787 transformée en ensemble socio-culturel – que l'église fortifiée qui vient d'être restaurée et qui est une des plus belles de la région. Elle fut construite au XIIe siècle, détruite par le Prince Noir en 1370 et reconstruite et agrandie au XVIIe siècle.

## Blasonnement
|  | Les armoiries de Compreignac se blasonnent ainsi : De gueules au buste de saint Martin vêtu et nimbé d'or, accosté des lettres S.M., au chef cousu d'azur à trois fleur de lis d'or. |

## Administration municipale

### Liste des maires
| Période                                  | Période  | Identité           | Étiquette | Qualité                                              |
| ---------------------------------------- | -------- | ------------------ | --------- | ---------------------------------------------------- |
| Les données manquantes sont à compléter. |          |                    |           |                                                      |
| 1989                                     | 2001     | Pierre Vallin      | PS        | Universitaire                                        |
| mars 2001                                | En cours | Jacques Pleinevert | PS        | Président du district de football de la Haute-Vienne |

### Jumelage
Compreignac n'est jumelé à ce jour avec aucune autre commune.

## Population et société

### Démographie
L'évolution du nombre d'habitants est connue à travers les recensements de la population effectués dans la commune depuis 1793. Pour les communes de moins de 10 000 habitants, une enquête de recensement portant sur toute la population est réalisée tous les cinq ans, les populations de référence des années intermédiaires étant quant à elles estimées par interpolation ou extrapolation. Pour la commune, le premier recensement exhaustif entrant dans le cadre du nouveau dispositif a été réalisé en 2007.

En 2022, la commune comptait 1 866 habitants, en évolution de +1,97 % par rapport à 2016 (Haute-Vienne : −0,68 %, France hors Mayotte : +2,11 %).
| 1793  | 1800  | 1806  | 1821  | 1831  | 1836  | 1841  | 1846  | 1851  |
| ----- | ----- | ----- | ----- | ----- | ----- | ----- | ----- | ----- |
| 1 830 | 1 974 | 1 773 | 2 313 | 2 254 | 2 280 | 2 090 | 2 361 | 2 418 |

| 1856  | 1861  | 1866  | 1872  | 1876  | 1881  | 1886  | 1891  | 1896  |
| ----- | ----- | ----- | ----- | ----- | ----- | ----- | ----- | ----- |
| 2 427 | 2 401 | 2 338 | 2 256 | 2 352 | 2 252 | 2 245 | 2 230 | 2 167 |

| 1901  | 1906  | 1911  | 1921  | 1926  | 1931  | 1936  | 1946  | 1954  |
| ----- | ----- | ----- | ----- | ----- | ----- | ----- | ----- | ----- |
| 2 114 | 2 180 | 2 072 | 1 894 | 1 742 | 1 599 | 1 580 | 1 364 | 1 282 |

| 1962  | 1968  | 1975  | 1982  | 1990  | 1999  | 2006  | 2007  | 2012  |
| ----- | ----- | ----- | ----- | ----- | ----- | ----- | ----- | ----- |
| 1 333 | 1 190 | 1 070 | 1 130 | 1 280 | 1 435 | 1 621 | 1 648 | 1 763 |

| 2017  | 2022  | - | - | - | - | - | - | - |
| ----- | ----- | - | - | - | - | - | - | - |
| 1 838 | 1 866 | - | - | - | - | - | - | - |

### Enseignement
La commune est pourvue dans son bourg d'une école maternelle et élémentaire publique à côté de la mairie. Il y a 158 élèves inscrit en 2017.

## Économie

### Emplois
En 2014, la population âgée de 15 à 64 ans s'élevait à 1 155 personnes, parmi lesquelles on comptait 76,3 % d'actifs dont 99,1 % ayant un emploi et 0,8 % de chômeurs.

### Entreprise et commerces
Au 31 décembre 2015, Compreignac comptait : 1 supermarché, 1 boulangerie, 1 boucherie-charcuterie, 1 restaurant et 1 débit de boisson-tabac.

## Lieux et monuments
- Église Saint-Martin de Compreignac[31] classé au titre des monuments historiques le 9 avril 1910.
- Mines d'uranium de Bachellerie (1976), Margnac (1953-1995) et Vénachat (1955-1995).
- Enceinte de terre classé au titre des monuments historiques le 22 octobre 1984.
- Voie gallo-romaine classé au titre des monuments historiques le 3 février 1984.
- Rochers remarquables :
  - Le fauteuil du juge dans la région de Beausoleil.
  - Le pas de la mule dans les bois de Pallustras.
  - Le rocher des sacrifices à Massauvas.
  - La roche aux fées à Croix-Giraud avec sa grotte
  - Le rocher de la tortue au Puy-Melet.
  - La roche de la muette entre Peny et Daumard

## Patrimoine culturel
La commune est pourvue d'une bibliothèque municipale ainsi qu'une salle polyvalente qui accueille de nombreuses manifestations culturelles.

## Personnalités liées à la commune
- Jean Roumilhac natif de Lavaud-Coutheillas.
- Henri IV s'est rendu à Compreignac dans le but de pacifier la région[24].
- Martial Benoit

## Pour approfondir